# Roses in the Hospital
Roses in the Hospital is de derde single van het muziekalbum Gold Against the Soul van de Welshe alternatieve rockband Manic Street Preachers uit 1993.

## Overzicht
Het nummer bereikte nummer 15 van de UK Singles Chart, en tot de uitgave van Everything Must Go in 1996 was het de meest succesvolle single van de Manic Street Preachers.
De zin "we don't want your fucking love" werd in de radioversie vervangen door de titel. Het sluitende refrein "Forever, ever delayed" werd uiteindelijk de basis voor de titel van het compilatiealbum Forever Delayed, hoewel Roses in the Hospital hier geen deel van uit zou maken.
De zin "Rudi gonna fail" is een referentie naar "Rudie Can't Fail", een nummer van de The Clash, die grote invloed uitoefende op de Manic Street Preachers.

## Tracks

### Cd
1. "Roses in the Hospital" (7"-versie)
2. "Us Against You"
3. "Donkeys"
4. "Wrote for Luck" (Happy Mondays-cover)

### 12"
1. "Roses in the Hospital" (O G Psychovocal-mix)
2. "Roses in the Hospital" (O G Psychomental-mix)
3. "Roses in the Hospital" (51 Funk Salute-mix)
4. "Roses in the Hospital" (Filet-o-Gang-mix)
5. "Roses in the Hospital" (ECG-mix)
6. "Roses in the Hospital" (albumversie)

### 7"/MC
1. "Roses in the Hospital" (7"-versie)
2. "Us Against You"
3. "Donkeys"